# Општина Гњилане
Општина Гњилане је општина у Косовскопоморавском округу, Косово и Метохија, Србија. У општини према проценама УНМИК-а живи 129.690 становника.

## Насеља
| - Билинце - Брасаљце - Брњица - Буковик - Велекинце - Владово - Влаштица - Врапчић - Гадиш - Гњилане - Годен - Горње Кусце - Горње Слаковце - Горњи Ливоч - Горњи Макреш - Гумниште | - Добрчане - Доња Будрига - Доње Слаковце - Доњи Ливоч - Доњи Макреш - Драганац - Дунаво - Жеговачка Врбица - Жеговац - Жегра - Инатовце - Кишно Поље - Кметовачка Врбица - Кметовце - Коретиште | - Краварица - Куреџ - Липовица - Ловце - Малишево - Мозгово - Мучибаба - Носаље - Паралово - Партеш - Пасјак - Пасјане - Пидић - Подграђе - Понеш | - Прилепница - Селиште - Сапар - Слубица - Станчић - Станишор - Стража - Стублина - Терзијај - Угљаре - Хаџај - Церница - Челик - Шилово - Шурлане |

## Демографија
По попису становништва из 1961. године у општини Гњилане је живело 52.415 становника: Албанци - 29.942 (57,12%), Срби - 18.297 (34,90%) и остали - 4.176 (7,96%): Роми - 735, Југословени - 265, Црногорци - 244, Муслимани - 239,...
- већински албанска насеља (преко 50%) била су: Брасаљце, Буковик, Буринце, Церница, Челик, Доње Слаковце, Доњи Ливоч, Дунаво, Гадиш, Горње Слаковце, Горњи Ливоч, Гумниште, Инатовце, Кишно Поље, Краварица, Липовица, Ловце, Мали Годен, Малишево, Мучибаба, Носаље, Пасјак, Пидић, Подграђе, Прилепница, Сапар, Слубица, Станчић, Стублина, Шурлане, Угљаре, Велекинце, Владово, Влаштица, Врапчић, Врбица, Жеговац, Жеговачка Врбица и Жегра.
- релативну албанску већину (испод 50%) имала су насеља: Добрчане и Гњилане.
- већински српска насеља (преко 50%) била су: Билинце, Доња Будрига, Горње Кусце, Кметовце, Коретиште, Мозгово, Паралово, Партеш, Пасјане, Понеш, Станишор, Стража и Шилово.

По попису становништва из 1971. општина Гњилане је имала 67.893 становника: Албанци - 43.754 (64,44%), Срби - 20.237 (29,80%) и остали - 3.902 (5,74%). Општини Гњилане придодата су насеља: Горњи Макреш, Доњи Макреш и Драганац из бивше општине Ново Брдо чији је највећи део припао тада општини Приштина. Доњи Макреш је 1961. године имао албанску већину, а Горњи Макреш и Драганац српску већину.
Добрчане и Гњилане постала су већински албанска насеља (преко 50%).
По попису из 1981. године општина Гњилане је имала 84.085 становника: Албанци - 59.764 (71,07%), Срби - 19.212 (22,84%) и остали - 5.109 (6,07%).
Билинце је постало већински албанско насеље (преко 50%). Кметовце је постало насеље се релативном српском већином (испод 50%).
Број становника у општини Гњилане у периоду од 1948. до 1991. године (по српским подацима).
| Година          | 1948.  | 1953.  | 1961.  | 1971.  | 1981.  | 1991.   |
| Број становника | 41.914 | 45.581 | 53.476 | 67.893 | 84.085 | 103.675 |

Број становника у општини Гњилане у периоду од 1948. до 1991. године (по косовским подацима).
| Година          | 1948.  | 1953.  | 1961.  | 1971.  | 1981.  | 1991.  |
| Број становника | 34.311 | 37.425 | 44.168 | 57.202 | 73.451 | 92.836 |